# Полушаимское
Полушаимское — проточное озеро в Кондинском районе Ханты-Мансийского автономного округа Тюменской области России.
Находится в западной части Западно-Сибирской равнины, в 3 км к западу от села Шаим. Площадь 29,2 км². Имеет неправильную форму с основным плёсом в центральной части. Снеговое и дождевое питание. Берега заболочены. 
С востока из озера вытекает протока, впадающая в реку Конда. Впадают реки Воръя (с запада), Полушаимка (с юго-востока) и Экуталька (с юго-запада).
Код водного объекта: 1534002621.